# Coptosapelta hameliiblasta
Coptosapelta hameliiblasta là một loài thực vật có hoa trong họ Thiến thảo. Loài này được (Wernham) Valeton mô tả khoa học đầu tiên năm 1922.